# Ruby Sparks
Ruby Sparks – amerykański film komediowy z gatunku fantasy z 2012 roku w reżyserii Jonathana Daytona i Valerie Faris. Wyprodukowany przez Fox Searchlight Pictures.

## Opis fabuły
Młody pisarz Calvin Weir-Fields (Paul Dano) odnosi sukces dzięki powołaniu do życia bohaterki literackiej o imieniu Ruby (Zoe Kazan) – dziewczyny jego marzeń. Ku ogromnemu zdziwieniu mężczyzny wkrótce staje się ona realną osobą i zaczyna żyć własnym życiem.

## Obsada
- Paul Dano jako Calvin Weir-Fields
- Zoe Kazan jako Ruby Tiffany Sparks
- Chris Messina jako Harry
- Annette Bening jako Gertrude, matka Calvina
- Antonio Banderas jako Mort
- Aasif Mandvi jako Cyrus Modi
- Steve Coogan jako Langdon Tharp
- Toni Trucks jako Susie, żona Harry'ego
- Deborah Ann Woll jako Lila
- Elliott Gould jako doktor Rosenthal
- Alia Shawkat jako Mabel
- Wallace Langham jako Warren
- Michael Berry Jr. jako przechodzień w Silverlake

i inni